# Kristin Lang
Kristin Lang, née Silbereisen, (Koblenz, 14 maart 1985) is een Duits tafeltennisser. Vanaf 2015 speelt zij in de Duitse Bundesliga voor SV DJK Kolbermoor met o.a. Matilda Eckholm. Ze speelt rechtshandig met de penhoudergreep. Ze nam, nog als Kristin Silbereisen, deel aan de Olympische Zomerspelen 2012.
Eerder spelend onder haar meisjesnaam Silbereisen speelde ze na haar huwelijk met Jochen Lang in juli 2017 onder de naam Kristin Lang.

## Belangrijkste resultaten
- Europees kampioen dubbelspel op de Europese kampioenschappen met landgenote Sabine Winter in 2016
- Europees kampioen dubbelspel op de Europese kampioenschappen met landgenote Nina Mittelham in 2018
- Europees kampioen met het vrouwenteam op de Europese kampioenschappen in 2013
- Derde plaats met het vrouwenteam op de wereldkampioenschappen in 2010
- Derde plaats met het vrouwenteam op de Europese kampioenschappen in 2007
- Derde plaats dubbelspel op de Europese kampioenschappen met landgenote Zhenqi Barthel in 2009
- Derde plaats dubbelspel op de Europese kampioenschappen met landgenote Wu Jiaduo in 2012